# 霍尔巴赫 (莱茵兰-普法尔茨州)
霍尔巴赫是德国莱茵兰-普法尔茨州的一个市镇。总面积1.92平方公里，总人口41人，其中男性23人，女性18人（2011年12月31日），人口密度21人/平方公里。